# Vira Bahu I
Viru Bahu I fou rei de Polonnaruwa el 1196. Fou fill i successor de Nissanka Malla.
Fou coronat al capvespre i a l'albada de l'endemà fou assassinat pel comandant en cap de l'exèrcit, Tavuru Senevirat, amb l'excusa de que el fill no era com el pare. Llavors fou proclamat com a rei Vikramabahu II, germà petit de Nissanka Malla.